# Witstaarthert
Het witstaarthert of Virginiaans hert (Odocoileus virginianus) is een Amerikaans hert. Het komt voor in Zuid-Canada, de gehele VS behalve het zuidwesten, en geheel Midden-Amerika zuidwaarts tot Brazilië en Peru. Het komt ook in een groot aantal habitats voor: van bossen tot woestijnen, van bergen tot moerassen. Zelfs in buitenwijken wordt het witstaarthert aangetroffen. De soort is ingevoerd in Nieuw-Zeeland, Finland, Tsjechië en Slowakije.

## Herkenning
Het witstaarthert heeft een schofthoogte van 68 tot 114 centimeter, een staartlengte van 15 tot 33 centimeter en een kop-romplengte van 173 tot 180 centimeter. Mannetjes wegen 68 tot 141 kilogram, vrouwtjes 41 tot 96 kilogram. Enkele ondersoorten, als het Keyhert (O.v. clavium) uit de Florida Keys, worden niet zwaarder dan 23 kilogram.
In de zomer is de vacht roodachtig bruin, in de herfst verandert het in grijzig bruin. De onderzijde is wit, evenals een keelvlek, de kring om de ogen en de snuit en de binnenzijde van de oren. De bruine staart is aan de onderkant en op de punt wit, waaraan het dier zijn naam dankt. De bok draagt een gewei. De kalveren zijn gevlekt.

## Gedrag
Het witstaarthert is een nachtdier dat zich ook regelmatig overdag laat zien. Overdag verbergt hij zich tussen de begroeiing, en 's avonds komt hij tevoorschijn.
Het witstaarthert gebruikt altijd dezelfde gangen, op zoek naar voedsel. Deze herbivoor voedt zich o.a. met grassen, kruiden en bladeren. Het witstaarthert eet 2¼ tot 4 kilogram aan voedsel per dag. Om dit dagelijks te verkrijgen, vult hij zijn menu 's zomers aan met waterplanten, in de herfst met noten en maïskolven en 's winters met twijgen en knoppen, bast, paddenstoelen en korstmossen. Het is ook vastgesteld dat ze soms de nesten van loopvogels leegroven. Water haalt hij niet alleen uit zijn voedsel, en hij moet dus regelmatig drinken.
Witstaartherten zijn groepsdieren. Een groep bestaat uit bokken of uit een moeder met haar jongen. Een bokkengroep bestaat uit drie tot vijf dieren. In de groep heerst een hiërarchie. De herten dagen elkaar uit door te staren, het hoofd omhoog of omlaag te knikken of de oren te laten hangen. Een gevecht bestaat meestal uit schoppen. De hiërarchische volgorde wisselt regelmatig en valt uit elkaar bij het begin van de bronsttijd. 's Winters vormen de bokken en hindes samen grote kudden, tot wel honderdvijftig dieren. De dieren zijn niet territoriaal. Een hinde leidt de groep.
Poema en wolf zijn de belangrijkste natuurlijke vijanden van een wistaarthert. Bij gevaar maakt het witstaarthert snuivende geluiden en stampt hij met zijn hoeven. In de vlucht vlagt hij zijn staart, waarbij de grote witte vlek (de spiegel), die normaal wordt verborgen door de staart, zichtbaar wordt. Dit doet het hert om andere witstaartherten te waarschuwen. Via de witte vlek kan ook het kalfje de moeder volgen.
Witstaartherten zijn uitstekende zwemmers en renners. Het hert kan tot 58 kilometer per uur rennen. Ook kan hij 9 meter ver en 2,6 meter hoog springen.

## Voortplanting
De bronsttijd duurt in Noord-Amerika slechts twee weken. In het noorden van het verspreidingsgebied valt de bronsttijd in november, meer naar het zuiden in januari en februari. Aan het begin van de bronsttijd vechten de bokken meer en meer om de hiërarchie in de bokkengroepen. Hierbij proberen ze elkaar weg te duwen. Na deze gevechten valt de groep uit elkaar, waarna de bokken op zoek gaan naar hinden. Eerst laten ze hun geur achter op een bepaalde plek. Hindes die op deze plek komen urineren daar, waarna de bokken hun geurspoor volgen. Een bok probeert met meerdere hindes te paren, maar het komt regelmatig voor dat een bok slechts één hinde dekt.

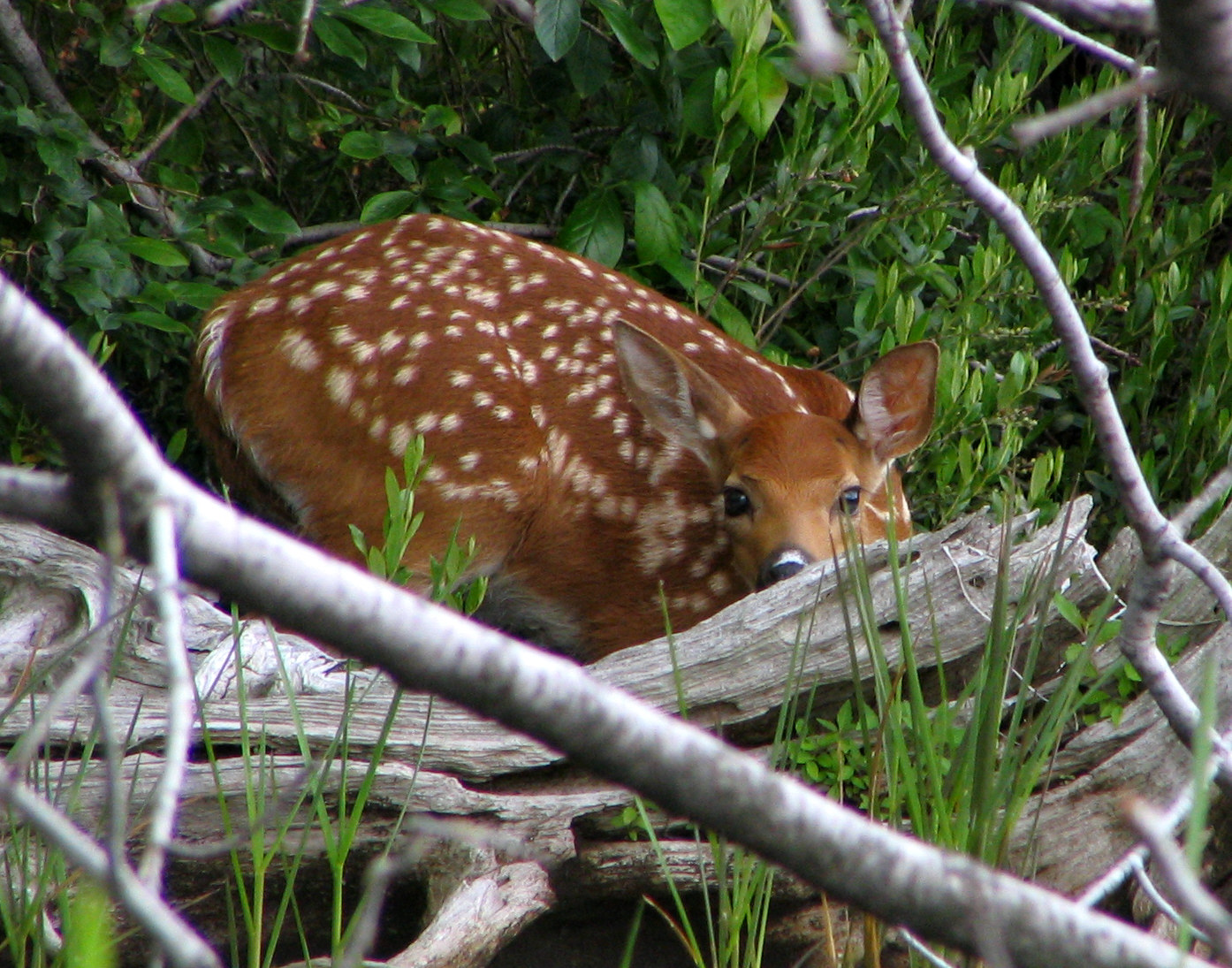
Kalfje

Na een draagtijd van 200 tot 205 dagen worden twee tot drie kalveren geboren (afhankelijk van het voedselaanbod). Een vrouwtje dat voor de eerste keer werpt krijgt meestal maar één jong. Het geboortegewicht is 1½ tot 3½ kilogram. Bij het foerageren laat de moeder de kalveren alleen, maar ze blijft in de buurt. De kalveren drukken zich dan tegen de grond, waarbij hun gevlekte vacht als schutkleur werkt. De jongen worden iedere vier uur gevoed.
Na twee en een halve maand worden de jongen gespeend en na drie tot vijf maanden verliezen ze hun gevlekte vacht. De kalveren blijven meer dan een jaar bij hun moeder. Soms blijven ze tot de volgende worp van de moeder. De moeder jaagt ze vaak weg voor de volgende worp, maar soms blijven ze nog een paar dagen. De vrouwelijke jongen sluiten zich soms weer aan bij het vrouwtje.
In het tweede jaar worden de dieren geslachtsrijp. Het witstaarthert wordt maximaal 15 jaar in het wild, 25 jaar in gevangenschap.

## Ondersoort
Het Curacaos witstaarthert of biná (Odocoileus virginianus curassavicus) is een ondersoort.

## Trivia
- Het witstaarthert stond model voor de Disney-versie het hertje Bambi. In het originele boek van Felix Salten is Bambi een ree.
- Het witstaarthert is een belangrijk drager van de ziekte van Lyme, die via teken wordt verspreid.